# Sztuka okopowa

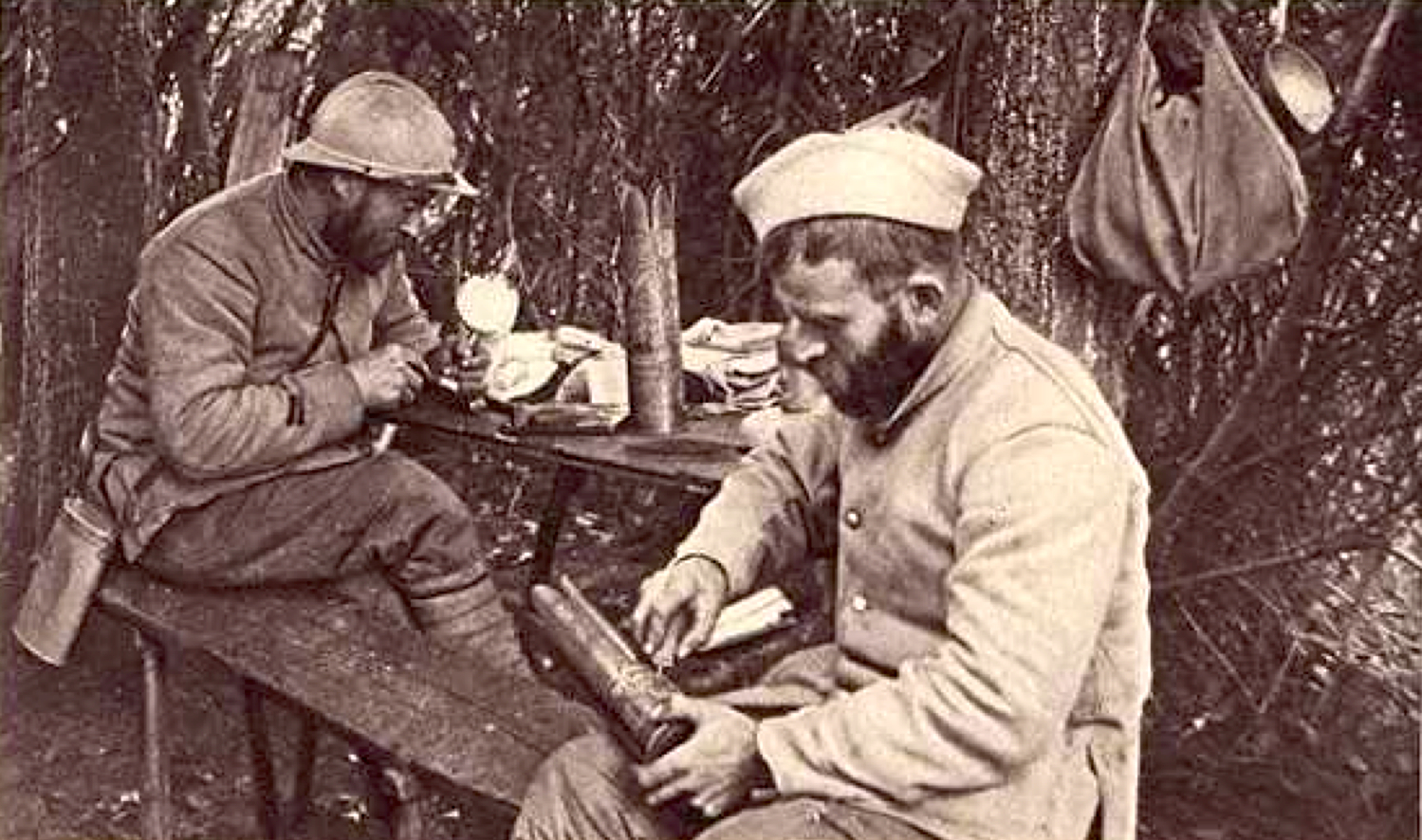
Francuscy poilu tworzący dzieła sztuki okopowej z łusek po pociskach

Sztuka okopowa – dzieła sztuki wykonywane przez żołnierzy, jeńców wojennych i cywilów podczas konfliktów zbrojnych lub w ich następstwie, powstające z materiałów używanych przez wojsko (np. z elementów broni lub amunicji) lub też z innych dostępnych materiałów.

## Opis
Dzieła sztuki okopowej wykonywano z najróżniejszych, dostępnych materiałów. Obejmowały one wojenny złom, taki jak łuski po nabojach i pociskach, szrapnele oraz fragmenty zniszczonych budynków lub zestrzelonych samolotów. Materiały takie były dostępne w strefach działań wojennych. Szczególnie przydatne były łuski po nabojach i pociskach, wykorzystywane do tworzenia, między innymi, wiecznych piór, ołówków, wazonów, krucyfiksów i otwieraczy do listów. Przedmioty te dodatkowo dekorowano napisami lub grafikami. 
Dzieła sztuki okopowej tworzono dla zabicia czasu, rozrywki lub jako pamiątki dla żołnierzy w zapamiętaniu miejsc stacjonowania lub bitew. Niektóre dzieła powstawały na pierwszej linii frontu w przerwach między potyczkami, ale zdecydowana większość dzieł wykonanych przez żołnierzy została zaprojektowana i stworzona daleko za liniami frontu, w czym pomocny był specjalistyczny sprzęt dostępny w warsztatach kowalskich i inżynieryjnych. Jeńcy wojenni tworzyli przedmioty nie tylko dla zabicia czasu, ale także po to, by wymieniać je na żywność lub papierosy. 
Osobną kategorię sztuki okopowej tworzyła ludność cywilna na zniszczonych wojną obszarach, gdzie pozostałości po bitwach dostarczały przydatnych surowców, dzięki czemu rozwinęło się chałupnictwo, produkujące pamiątki z okopów dla żołnierzy, co trwało przez cały okres międzywojenny. Co istotne czasami trudno jest odróżnić sztukę okopową wytworzoną przez żołnierzy, jeńców wojennych i cywilów od produkowanej komercyjnie. Niektóre pamiątki komercyjne łączyły materiały wojenne, takie jak łuski po nabojach, z elementami fabrycznie nowymi.

## Galeria (wybór)

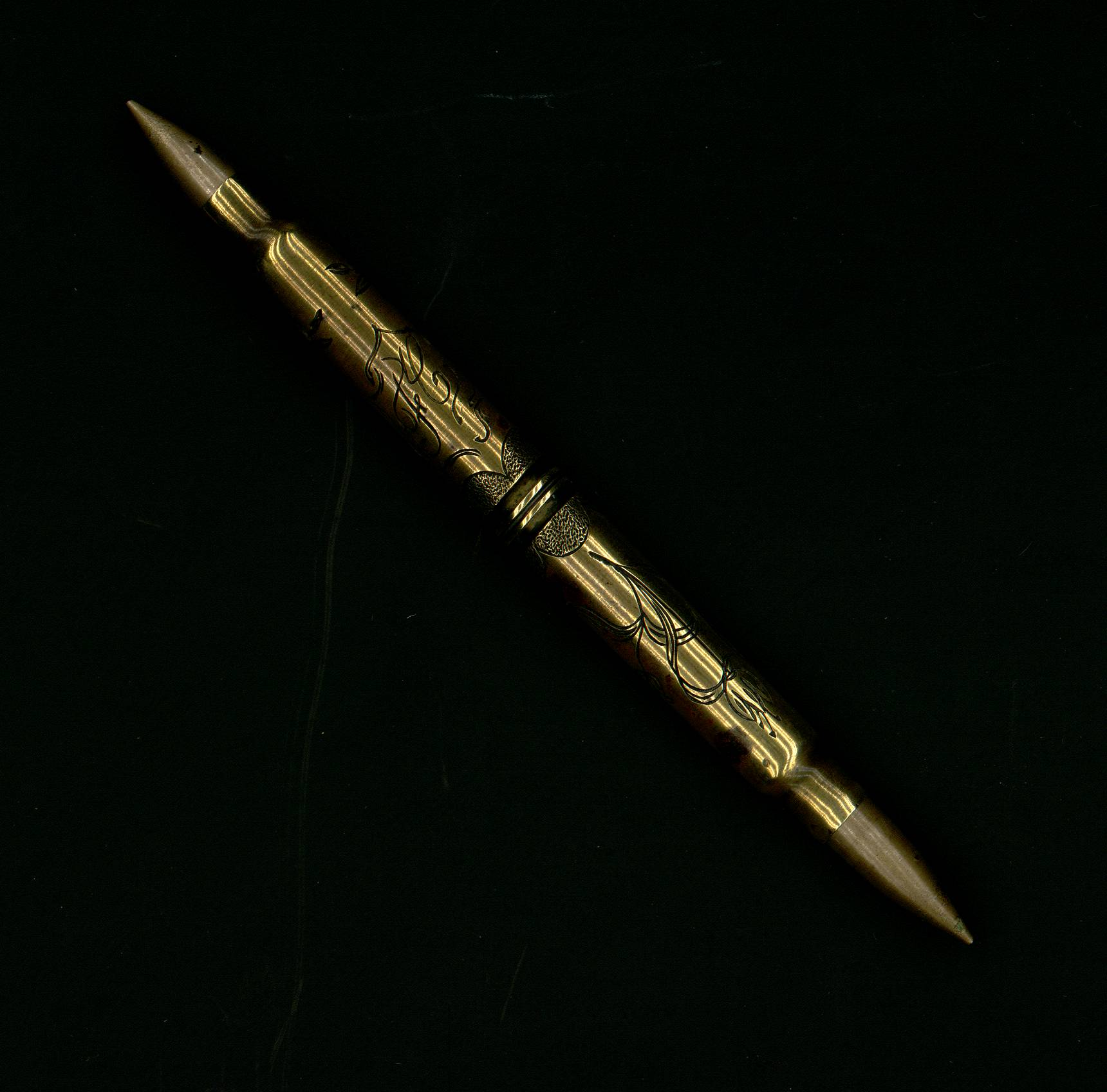
Wieczne pióro
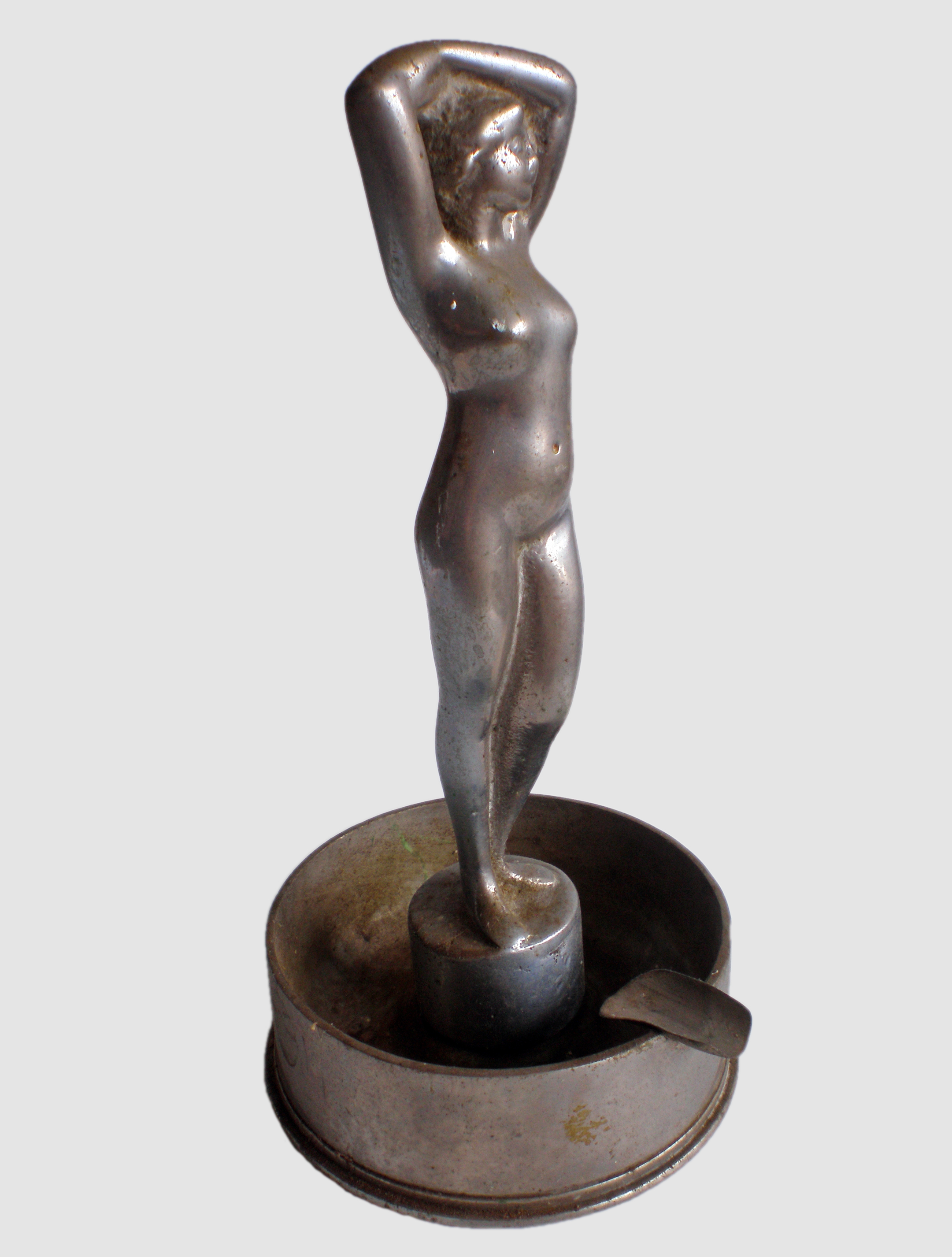
Statuetka
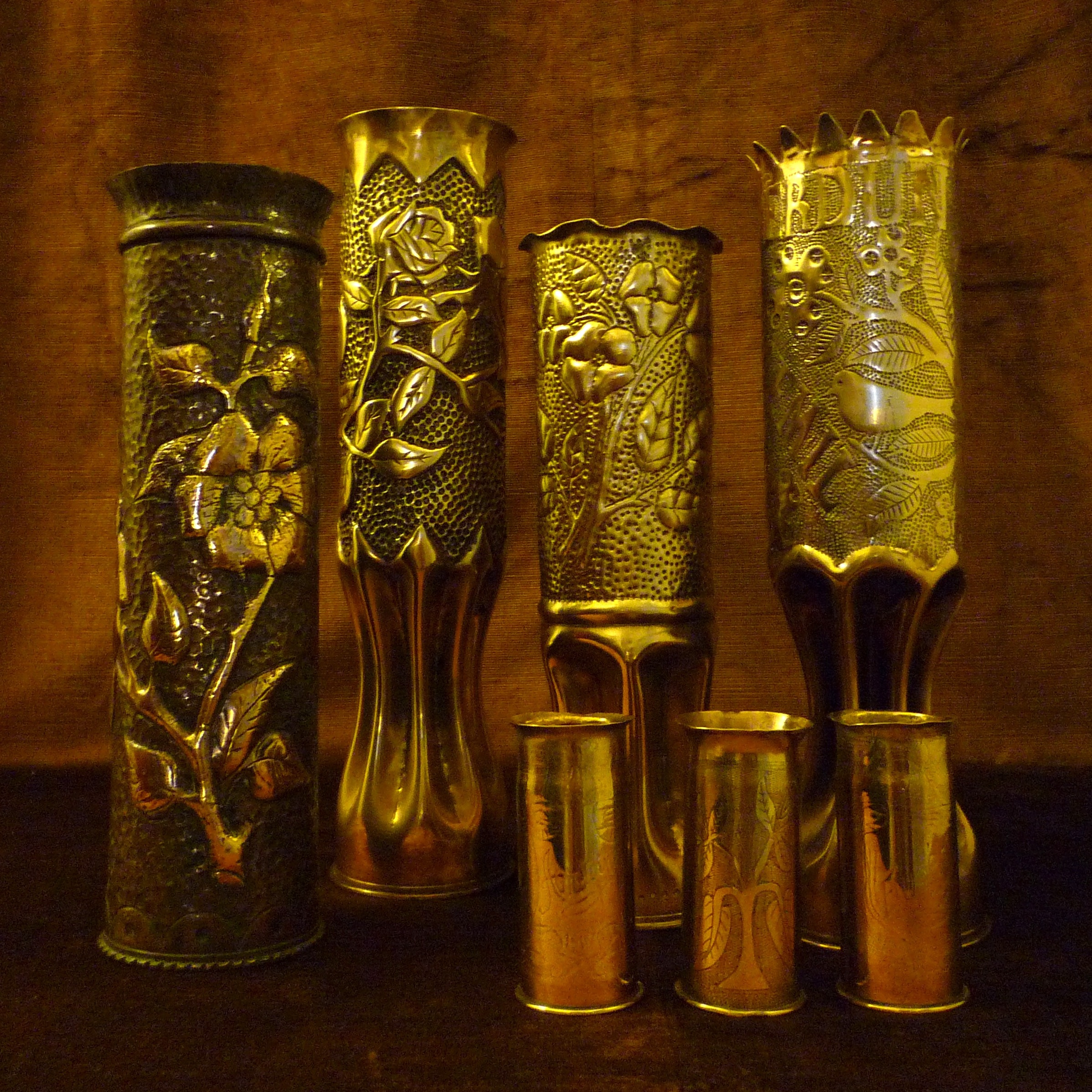
Wazony
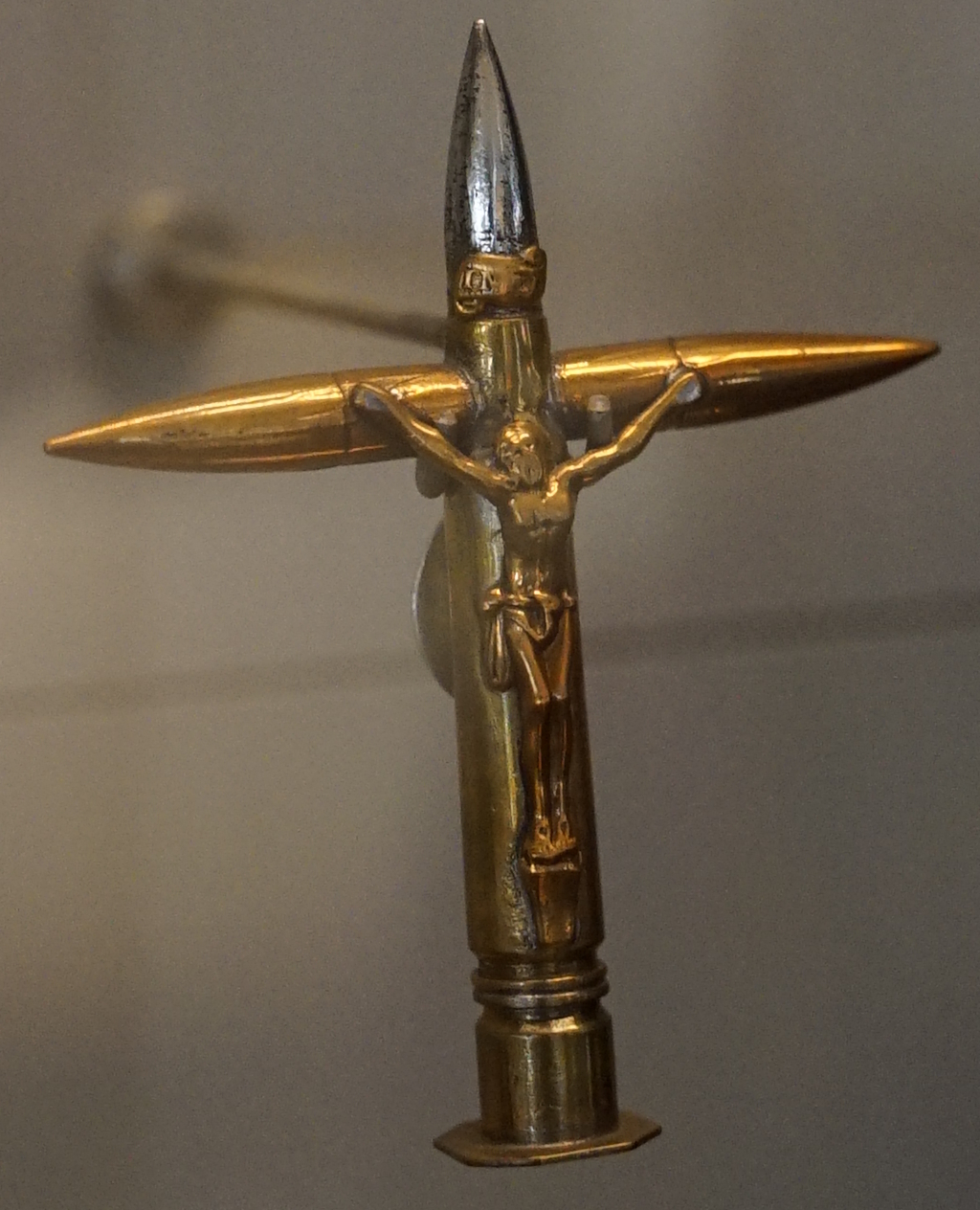
Krucyfiks
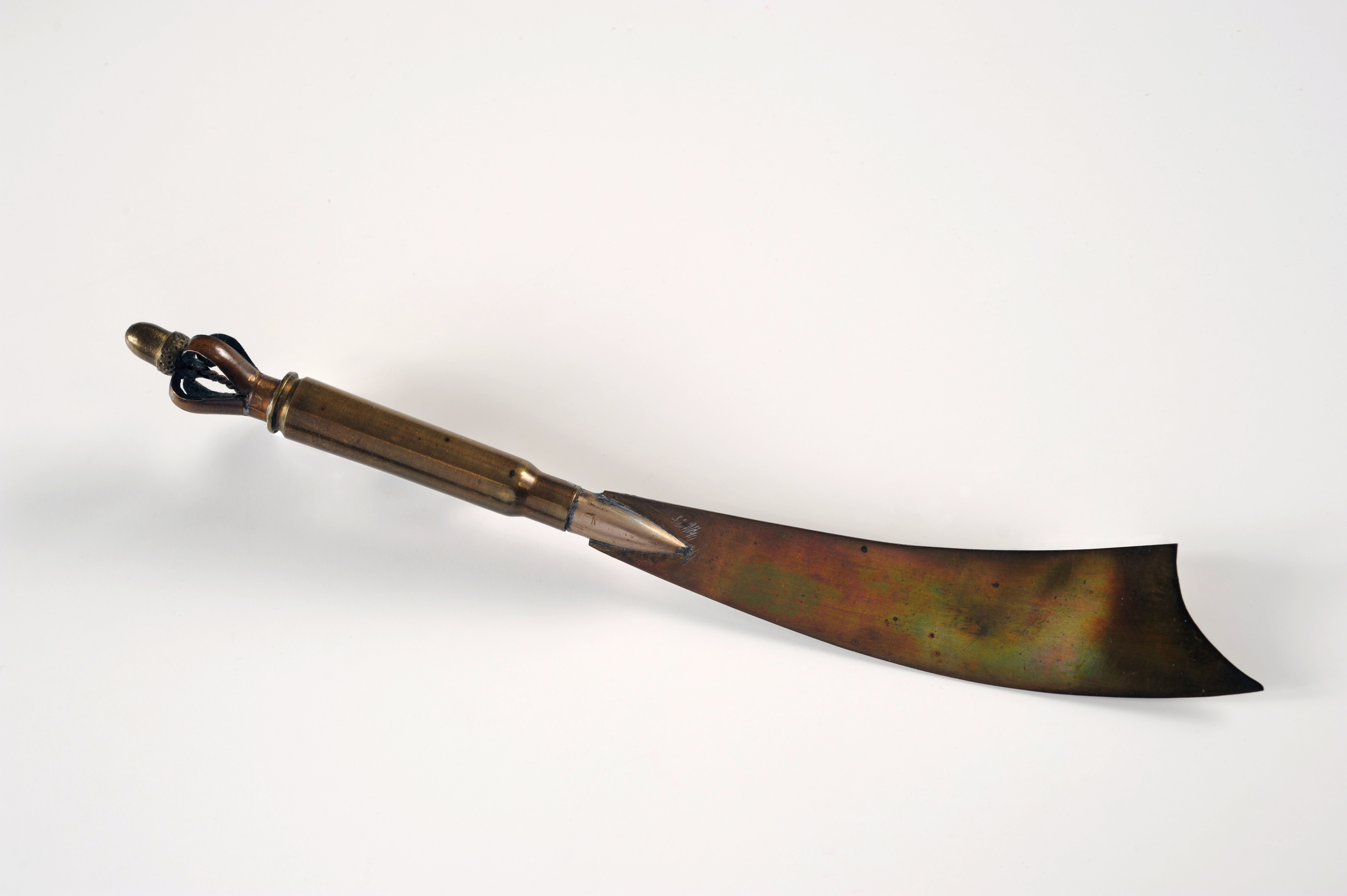
Otwieracz do listów
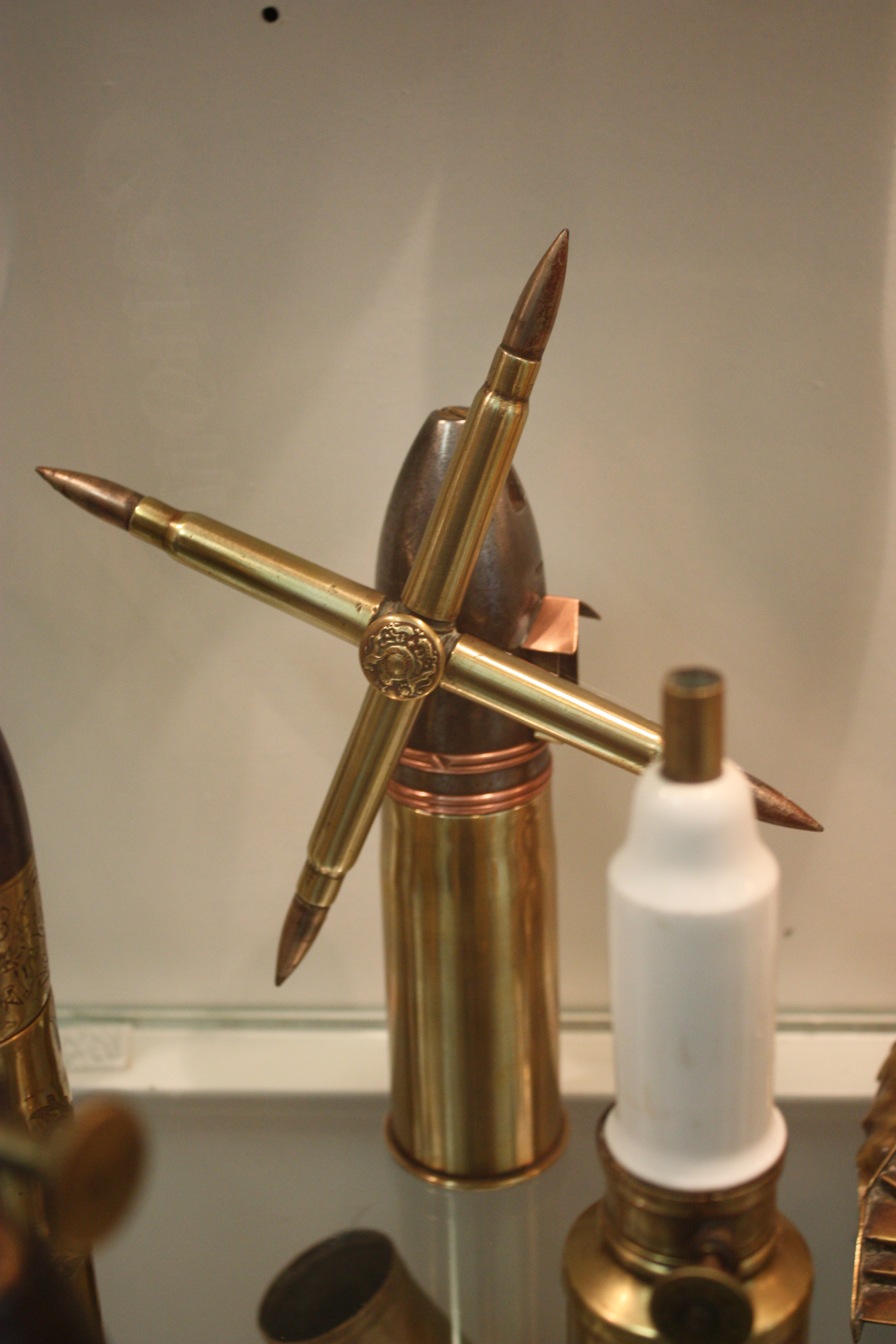
Wiatrak
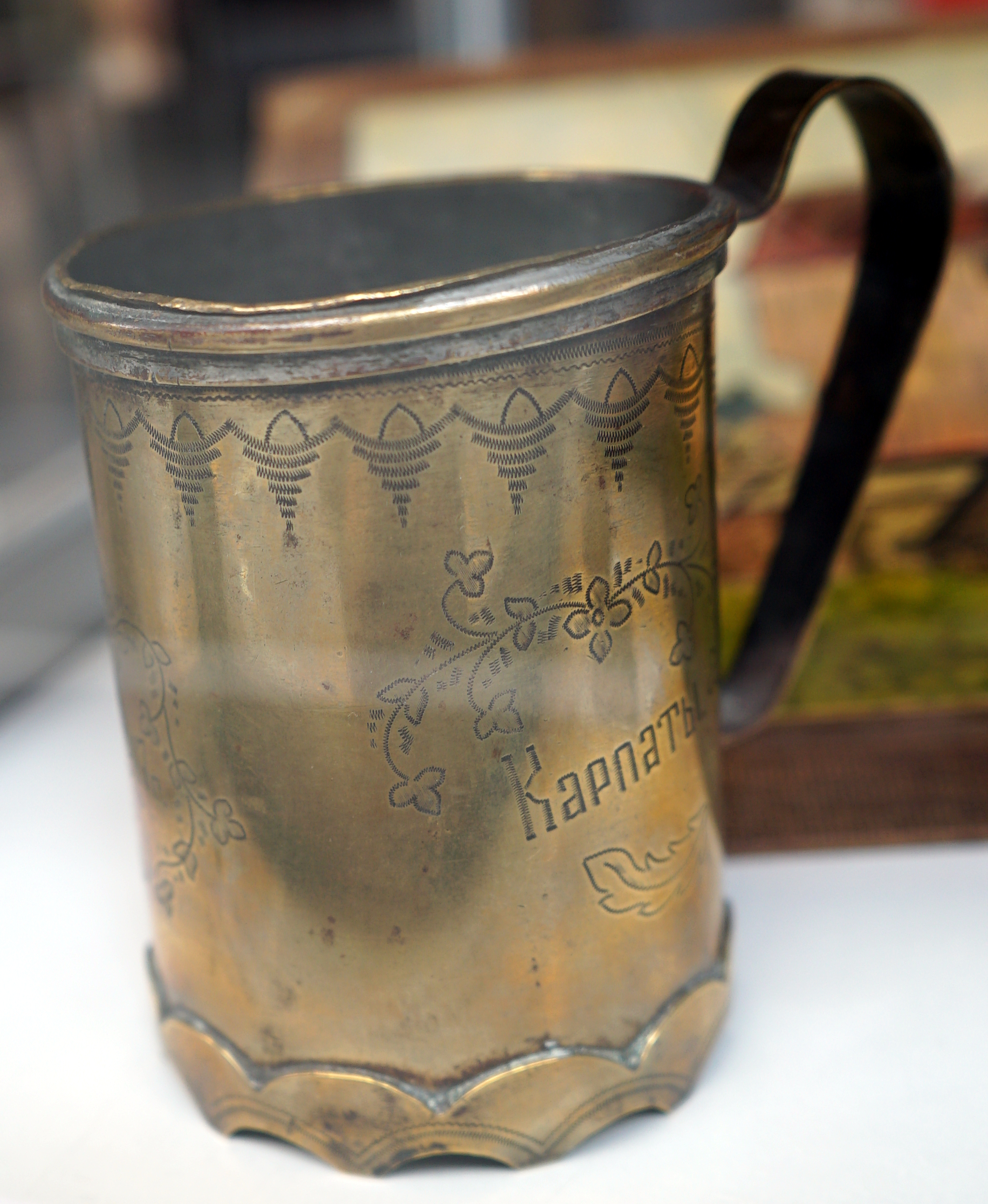
Kubek
Wazon na kwiaty z kwiatowymi wzorami – niemiecka sztuka okopowa II wojny światowej